# Atruvera Aviation
Atruvera Aviation (Russisch: ЗАО «Авиационно-транспортная компания «Атрувера») is een Russische luchtvaartmaatschappij met thuisbasis in Sint-Petersburg.
Zij voerde vrachtcharters uit binnen en buiten Rusland.

## Code informatie
- IATA-code
- ICAO-code    : AUV
- roepletter   : Atruvera

## Geschiedenis
Atruvera Aviation of Atruvera Air Transportation Company is opgericht in 1992 voor het uitvoeren van vrachtcharters.
In 2006 zijn de luchtvaart-activiteiten gestaakt.

## Vloot
De vloot van Atruvera Aviation bestond uit: (2005)
- Ilyushin IL-76MD
- Ilyushin IL-76TD